# العلاقات الأوغندية الليبية
العلاقات الأوغندية الليبية هي العلاقات الثنائية التي تجمع بين أوغندا وليبيا.

## مقارنة بين البلدين
هذه مقارنة عامة ومرجعية للدولتين:
| وجه المقارنة                                              | أوغندا                        | ليبيا                                       |
| --------------------------------------------------------- | ----------------------------- | ------------------------------------------- |
| المساحة (كم2)                                             | 241.04 ألف                    | 1.76 مليون                                  |
| عدد السكان (نسمة)                                         | 42.86 مليون                   | 6.37 مليون                                  |
| الكثافة السكانية (ن./كم²)                                 | 177.81                        | 3.62                                        |
| العاصمة                                                   | كامبالا                       | طرابلس                                      |
| اللغة الرسمية                                             | لغة إنجليزية، اللغة السواحلية | اللغة العربية، اللغة العربية الفصحى الحديثة |
| العملة                                                    | شيلينغ أوغندي                 | دينار ليبي                                  |
| الناتج المحلي الإجمالي (بليون دولار)                      | 25.89 مليار                   | 50.98 مليار                                 |
| الناتج المحلي الإجمالي (تعادل القوة الشرائية) بليون دولار | 72.25 مليار                   | 69.32 مليار                                 |
| الناتج المحلي الإجمالي الاسمي للفرد دولار أمريكي          | 705                           |                                             |
| الناتج المحلي الإجمالي للفرد دولار أمريكي                 | 1.77 ألف                      | 15.60 ألف                                   |
| مؤشر التنمية البشرية                                      | 0.483                         | 0.724                                       |
| رمز المكالمات الدولي                                      | +256                          | +218                                        |
| رمز الإنترنت                                              | .ug                           | .ly                                         |
| المنطقة الزمنية                                           | ت ع م+03:00                   | ت ع م+02:00، توقيت شرق أوروبا               |

## منظمات دولية مشتركة
يشترك البلدان في عضوية مجموعة من المنظمات الدولية، منها:
| علم المنظمة | اسم المنظمة                        | تاريخ انضمام أوغندا | تاريخ انضمام ليبيا |
| ----------- | ---------------------------------- | ------------------- | ------------------ |
|             | مؤسسة التنمية الدولية              | 27 سبتمبر 1963      | 1 أغسطس 1961       |
|             | يونسكو                             | 9 نوفمبر 1962       | 27 يونيو 1953      |
|             | وكالة ضمان الاستثمار متعدد الأطراف | 10 يونيو 1992       | 5 أبريل 1993       |
|             | الأمم المتحدة                      | 25 أكتوبر 1962      | 14 ديسمبر 1955     |
|             | الاتحاد البريدي العالمي            | ?                   | ?                  |
|             | البنك الدولي للإنشاء والتعمير      | 27 سبتمبر 1963      | 17 سبتمبر 1958     |
|             | منظمة التعاون الإسلامي             | ?                   | ?                  |
|             | منظمة حظر الأسلحة الكيميائية       | ?                   | ?                  |
|             | الاتحاد الدولي للاتصالات           | 8 مارس 1963         | 3 فبراير 1953      |
|             | مؤسسة التمويل الدولية              | 27 سبتمبر 1963      | 18 سبتمبر 1958     |
|             | منظمة الشرطة الجنائية الدولية      | ?                   | ?                  |
|             | الاتحاد الأفريقي                   | ?                   | ?                  |
|             | البنك الإفريقي للتنمية             | ?                   | ?                  |

## وصلات خارجية
- موقع وزارة الخارجية الأوغندية
- موقع وزارة الخارجية الليبية